# Kristin Boese
Kristin Boese (n. 1 iunie 1977, Potsdam) este o campioană mondială multiplă germană la kitesurfing.
Boese a început să practice acest sport din anul 2002, iar în 2005 câștigă primul titlu de campioană mondială. În 2006 și 2007 reușește să păstreze titlul. În 2008 este aleasă de public "Cea mai bună sportivă a anului la kitesurfing" în cadrul "Action Sports Awards" din Germania.
Kristin Boese a apărut în 2007 în revista Playboy.